# Шаруваті хмари
Шаруваті хмари — сірий, однорідний шар хмарності. Висота нижньої межі до 2000 м. Міжнародна назва — Stratus. Позначаються символом .

## Зовнішній вигляд
Шаруваті хмари виглядають як однорідний шар сірого або жовто-сірого кольору, подібний на туман, який піднявся над поверхнею Землі. Частково нижня поверхня цього шару буває розірваною або у формі клаптів. Зазвичай шаруваті хмари закривають все небо сірою пеленою, проте деколи можуть спостерігатися і у вигляді розірваних хмарових мас. Висота основи коливається у межах від 0,1 до 0,7 км, проте деколи хмари зливаються із наземним туманом. Товщина шару, зазвичай, коливається від 0,2 до 0,8 км.
Сонце і Місяць через шаруваті хмари, зазвичай, не просвічуються. Якщо хмари дуже тонкі або розірвані, то через їх краї Сонце чи Місяць можуть періодично просвічуватись. При цьому утворюються яскраві гало.

## Утворення
Утворюються на атмосферних фронтах, при контакті теплого й холодного повітря, коли тепле повітря повільно піднімається вгору, охолоджується, й виділяє крапельки води. Згодом шаруваті хмари можуть розвинутися в шарувато-дощові. Також шаруваті хмари утворюються під час радіаційного охолодження нижнього шару повітря упродовж ночі або доби, охолодження при висхідному русі повітря вздовж майже горизонтальних ділянок фронтальних поверхонь або на схилах рельєфу.
Шаруваті хмари утворюються також під час переносу водяної пари турбулентними рухами вгору у під інверсійному шарі із теплої повітряної маси, якщо вона вища, ніж нижній шар повітря. Тому велике значення для утворення шаруватих хмар має наявність шару інверсії температури, розміщеного на невеликій висоті над поверхнею Землі. Форма хмар St є однією із форм, що найчастіше спостерігаються у помірних і північних широтах.
Шаруваті хмари можуть також утворюватися аналогічно туману, при зниженні температури навколишнього повітря, що підвищує відносну вологість. Після того, як температура падає нижче точки роси, можуть утворитися шаруваті хмари. Зволоження повітря опадами із вище розміщених хмар із одночасним розвитком динамічної турбулентності під шаром хмар, які дають опади.
Шаруваті хмари можуть утворюватись при зниженні шарувато-купчастих хмар і, навпаки, самі можуть перейти у Stratocumulus. При значній вертикальній потужності шару, хмари Stratus можуть зливатися із вище розміщеними хмарами. Найчастіше це проходить із розірвано-дощовими хмарами (Fr nb.), які можуть зливатись у один шар із шарувато-дощовими хмарами. Уранці, при відсутності більш високих хмар, шаруваті розірвані хмари (St fr.). можуть перетворитись у купчасті хмари, якщо поверхня Землі прогрівається і розвивається конвекція.
Опади, як правило, не випадають. Інколи може випадати мряка, рідше, при від'ємних температурах випадає дрібний сніг або окремі снігові зерна, які потім значно погіршують видимість.

## Класифікація
Stratus nebulosus (St neb.) — туманоподібний, однорідний сірий, або жовто-сірий шар хмар. Інколи він розміщується так низько, що закриває верхні частини високих наземних предметів, послаблюючи їх видимість.
Stratus undulatus (St und.) — хвилясті. Ці хмари загалом подібні до St neb. із тою відмінністю, що їх основа має хвилястий характер. Ці хвилі внаслідок їх великої довжини і низького розміщення хмар інколи помітні лише у вигляді правильного чергування більш темних і світлих ділянок у хмарі.
Stratus fractus (St fr.) — розірвані. Ці хмари можуть бути у вигляді клаптів, скупчення окремих хмар із розірваними краями, більше або менше клаптеподібного покриву із звисаючими донизу пасмами. Цей вид хмар має такий різновид:
- Fractonimbus (Fr nb.) — розірвано-дощові. Це низькі сірі, мрячні, розірвані хмари поганої погоди. Вони утворюються під шаром хмар, даючи опади (Altostratus, Nimbostratus, Cumolonimbus і Stratocumulus opacus), і зустрічаються лише у комплексі із цими хмарами, зазвичай видимими у розривах. Проте Fr nb. можуть утворювати і суцільний шар, що закриває вище розміщені хмари. Самі вони опадів не дають, а лише пронизуються опадами, що випадають із вище розміщених хмар.

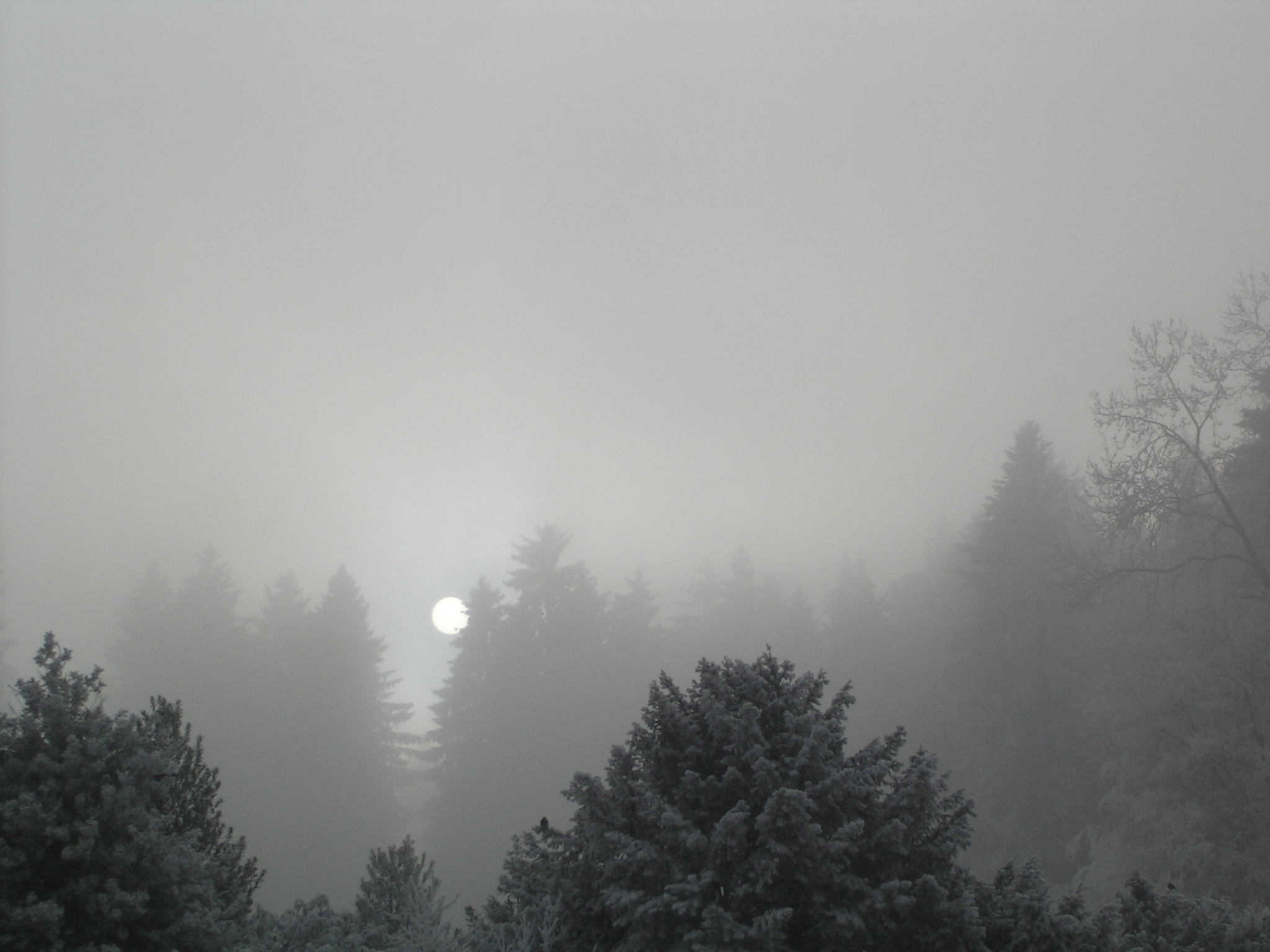
Stratus nebulosus
Чорно-біле зображення хмар типу FractonimbusЧорно-біле зображення хмар типу Fractonimbus